# Effet Lindy

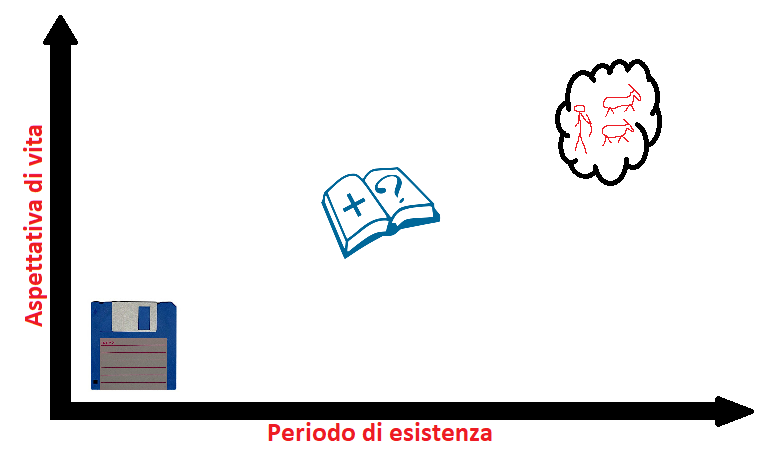
Représentation graphique de l'effet Lindy illustrant trois technologies utilisées pour véhiculer l'information (disquette, livre et peinture). Periodo di esistenza = période d'existence, Aspettiva di vita = espérance de vie.

L'effet Lindy est une théorie selon laquelle l'espérance de vie future d'une chose non périssable, telle qu'une technologie ou une idée, est proportionnelle à son âge actuel. Plus une chose a survécu longtemps, plus la probabilité qu'elle continue à survivre augmente. Sa longévité indique une résistance au changement, à l'obsolescence ou à la compétition.
Si un objet est sous l'effet Lindy, son taux de mortalité diminue.

## Histoire

### Albert Harry Goldmann (1964)
L'origine du terme est attribuée à Albert Harry Goldmann dans l'article Lindy's Law. Le terme Lindy fait référence au restaurant Lindy's (en) basé à New York, dans lequel plusieurs comédiens se réunissaient tous les soirs pour faire leurs prestations.
Dans cet article, Goldman décrit que comme la quantité de comédiens présents est constante tous les soirs, selon la fréquence de présence de l'un d'entre eux, permet de prédire la durée de leur série[réf. nécessaire][pas clair].
« L'espérance de vie d'un comédien de télévision est inversement proportionnelle au montant total de son exposition sur les ondes. Si, pathétiquement trompé par son orgueil, il entreprend un programme régulier hebdomadaire ou même mensuel, ses chances de survie au-delà de la première saison sont faibles ; mais s'il adopte la politique de conservation des ressources privilégiées par ces philosophes sénescents de "l'Entreprise", et se limite aux "spéciaux" et "clichés d'invités", il risque de durer jusqu'à l'âge d'Ed Wynn (79 ans en 1966 alors qu'il jouait encore au cinéma) ».

### Benoît Mandelbrot (1982)
Benoît Mandelbrot parle de l'effet Lindy dans son livre publié en 1982, The Fractal Geometry of Nature (en). Dans la version de Mandelbrot, les comédiens n'ont pas une quantité fixe de matériel à diffuser sur les apparitions 
télévisées, mais plutôt, plus ils font d'apparitions, plus ils devraient faire d'apparitions futures.

### Nassim Nicholas Taleb (2007)
Nassim Nicholas Taleb présenta une nouvelle version de l'effet Lindy dans son livre Le Cygne noir, en l'étendant au concept de la Loi de puissance.

### Nassim Nicholas Taleb (2012)
Dans le livre de Nassim Nicholas Taleb Antifragile: Things That Gain from Disorder, il fait explicitement référence à son idée sous le nom d'effet Lindy, en supprimant les limites de la vie du producteur pour inclure tout ce qui n'a pas de limite supérieure naturelle, pour l'incorporer dans sa théorie plus large de l'Antifragile.
Selon Taleb, Mandelbrot était d'accord avec la définition élargie de l'effet Lindy : « J'ai suggéré la limite périssable/non périssable et Mandelbrot a convenu que le non périssable serait une loi de puissance distribuée tandis que le périssable (l'histoire initiale de Lindy) ne fonctionne que comme une simple métaphore ».